# Андогские
Андогские (Андожские, в Родословце пишутся Андомские) — угасший русский княжеский род, происходящих от князей Ростовских, Рюриковичи.
Род внесён в Бархатную книгу. Владели Андожским княжеством, находившимся у слияния рек Андоги и Суда.
Составляли пятую ветвь князей белозерских и с родоначальника тянулся 4 поколения (16 лиц).

## Историко-этимологическое название
Написание родового прозвания было неустойчивым. Волость Андома, очевидно происходила от шведского слова Эндо (ando — конец) и финского слова Ма (Ma — земля). Впрочем волость Андома была не единственной. Андома и Андога были у сети болот на западе, при реке Андоге, в соседстве с уделом Судских князей, у границы Обонежской новгородской пятины. Другая же волость в костромской земле, следовательно одна из юго-восточных окраин Белозерского княжества, уже при Дмитрии Донском принадлежала московским владетельным князьям, и как видно из завещания 1433 года великого князя Василия II Васильевича Тёмного, еще было село Андомское в Можайском уезде и принадлежало оно Симонову монастырю.
В XV веке бытовало написание Андожский, зафиксированное в акте первой трети XV века, духовной грамоте белозерского князя Михаила Андреевича (1486 г.) и Ростовском соборном синодике. Во множестве актов XVI века оно зафиксировано в форме Андомский. В XVII-XVIII веках, уже после пресечения рода, в родословных утвердилось написание в форме Андогский.

## Происхождение и история рода
В "Сказании о Мамаевом побоище" среди участников Куликовской битвы 1380 года, среди белозерских князей, названы Андомские князья.
Родоначальником князей Андомских был правнук белозерского князя Василия Романовича — Михаил Андреевич.
Впрочем, имея в виду, что князем Андомским назывался и младший брат его — бездетный князь Семён Андреевич, — можно заключить, что в руках отца их, Андрея Юрьевича, уже соединялись волости Андога (Андома) и Вадбола (по которой дано прозвание князьям Вадбольским).
У Михаила Андреевича было 5 сыновей, живших при Иване III. Из них трое оставили потомство. У старшего — Григория (прозв. Христианином) и третьего, Андрея, было по одному сыну, а у второго — два.

## Известные представители
| №                                    | Имя, Отчество/Прозвище                    | № отца                               | Примечания |
| Поколенная роспись по М.Г. Спиридову | Поколенная роспись по М.Г. Спиридову      | Поколенная роспись по М.Г. Спиридову | Поколенная роспись по М.Г. Спиридову |
| ------------------------------------ | ----------------------------------------- | ------------------------------------ | --- |
| 1                                    | Михаил Андреевич Андомский                |                                      | Родоначальник. В 1427 и 1434 годах дмитровский вотчинник Александр Карпович завещал своей жене Марии передать в Кириллов монастырь три пустоши на реке Угле, что купил у князя Михаила Андожского. |
|                                      | Семён Андреевич Андомский                 |                                      | Брат № 1, указан в поколенной росписи поданной в 1682 году в Палату родословных дел, по одной версии — убит Григорием Васильевичем Заболотским, по другой версии — погиб в 1445 году в Суздальском бою. |
| 2                                    | Иван Михайлович                           | 1                                    | |
| 3                                    | Александр Михайлович                      | 1                                    | Приобрёл в 1486 году у князя Михаила Андреевича Верейского на Белоозере селения: Севесь, Кензуй и Озерко, оставив владетелями приобретённых имений двух своих сыновей Василия И Александра. |
| 4                                    | Семён Михайлович Тавона                   | 1                                    | |
| 5                                    | Андрей Михайлович                         | 1                                    | Ехал верхом на лошади, подъезжая к Дорогомиловской слободе упал с неё и убился до смерти, но в каком году не показано. |
|                                      | Юрий Михайлович                           | 1                                    | Указан в "Истории родов русского дворянства" П.Н. Петрова и поколеной росписи поданной в 1682 году в Палату родословных дел. |
| 6                                    | Григорий Иванович Христиан или Крестьянин | 2                                    | Сын боярский, в январе 1495 года сопровождал сорок первым в числе посольства с боярами в Вильно, дочь великого князя Ивана III Васильевича княжну Елену Ивановну для бракосочетания с великим литовским князем Александром Ягеллончиком. В 1518 году владел селом Кривцово в Хотунской волости, близ Москвы, в 1543 году послух в купчей Ф.Я. Нефедьева. |
| 7                                    | Василий Александрович                     | 3                                    | Около 1509 года на его помин души была дана кунья шуба в Кирилло-Белозерский монастырь. |
| 8                                    | Андрей Александрович                      | 3                                    | Упоминается в 1515 году, как должник князя Данилы Юрьевича Кемского. |
| 9                                    | Иван Семёнович Голенище                   | 4                                    | В 1500 году участник свадьбы В.Д. Холмского в числе детей боярских, В апреле 1506 года четвёртый воевода войск на Каме, для охраны перевоза. |
| 10                                   | Василий Григорьевич Большой               | 6                                    | В поколенной росписи показаны бездетными, но каких либо данных об этой ветви не имеется. В генеалогической литературе, это мнение оспаривается, т.к. в них не говорится конкретно ни об их детях, ни об их бездетности, но очень сомнительно, чтобы у шестерых сыновей не было ни одного продолжателя мужского поколения.                                |
| 11                                   | Фёдор Григорьевич                         | 6                                    | В поколенной росписи показаны бездетными, но каких либо данных об этой ветви не имеется. В генеалогической литературе, это мнение оспаривается, т.к. в них не говорится конкретно ни об их детях, ни об их бездетности, но очень сомнительно, чтобы у шестерых сыновей не было ни одного продолжателя мужского поколения.                                |
| 12                                   | Иван Григорьевич Большой                  | 6                                    | В поколенной росписи показаны бездетными, но каких либо данных об этой ветви не имеется. В генеалогической литературе, это мнение оспаривается, т.к. в них не говорится конкретно ни об их детях, ни об их бездетности, но очень сомнительно, чтобы у шестерых сыновей не было ни одного продолжателя мужского поколения.                                |
| 13                                   | Василий Григорьевич Меньшой               | 6                                    | В поколенной росписи показаны бездетными, но каких либо данных об этой ветви не имеется. В генеалогической литературе, это мнение оспаривается, т.к. в них не говорится конкретно ни об их детях, ни об их бездетности, но очень сомнительно, чтобы у шестерых сыновей не было ни одного продолжателя мужского поколения.                                |
| 14                                   | Иван Григорьевич Средний-Лобан            | 6                                    | В поколенной росписи показаны бездетными, но каких либо данных об этой ветви не имеется. В генеалогической литературе, это мнение оспаривается, т.к. в них не говорится конкретно ни об их детях, ни об их бездетности, но очень сомнительно, чтобы у шестерых сыновей не было ни одного продолжателя мужского поколения.                                |
| 15                                   | Иван Григорьевич Меньшой                  | 6                                    | В поколенной росписи показаны бездетными, но каких либо данных об этой ветви не имеется. В генеалогической литературе, это мнение оспаривается, т.к. в них не говорится конкретно ни об их детях, ни об их бездетности, но очень сомнительно, чтобы у шестерых сыновей не было ни одного продолжателя мужского поколения.                                |
|                                      | Иван Васильевич                           | 7                                    | Указан у П.Н. Петрова, в 1565 году поручитель по князю Льву Андреевичу Сапеге. |
| 16                                   | Григорий Васильевич                       | 10                                   | Дворовый сын боярский по Белоозеру. В октябре 1551 года написан двести тридцать третьим в третью статью московских детей боярских, умер до 1552 года. |
| Княжеский род Андомских угас         |                                           |                                      | |
|                                      | Илья № Андожский                          |                                      | В 1620 году его вдова Аграфена получила прожиток из поместья мужа в Комельской волости Вологодского уезда. После 1620 года ни один из князей Андомских больше не упоминался, поэтому можно полагать, что род пресёкся в начале XVII века, а не в XVI веке, как это полагалось ранее.                                                                     |